# Augustin Daly
Augustin Daly (Plymouth, 20 juli 1838 - Parijs, 7 juni 1899) was een Amerikaans toneelschrijver, theaterdirecteur, journalist en criticus.

## Biografie
Daly werkte vanaf 1859 als journalist. Hij schreef en bewerkte vanaf 1867 een aantal toneelstukken. In 1869 werd hij directeur van een theater. Vanaf 1873 bouwde hij eigen theaters, genaamd Daly's Theatre in New York en Londen. De bekendste acteurs en actrices van die tijd speelden in zijn theaters in stukken die hij zelf schreef of bewerkte. Onder meer Fanny Davenport en Ada Rehan werkten voor hem. 
Daly overleed in 1899 op 60-jarige leeftijd. 
- Bibsys: 90157694
- Bibliothèque nationale de France: cb12687588f (data)
- CiNii: DA01469805
- Gemeinsame Normdatei: 120651807
- International Standard Name Identifier: 0000 0001 0962 3624
- Library of Congress Control Number: n50045108
- Nationale Bibliotheek van Israël: 987007260045205171
- Nederlandse Thesaurus van Auteursnamen: 070694206
- LIBRIS: 337128
- SNAC: w6bp00tk
- Système universitaire de documentation: 055275087
- Trove: 805749
- Virtual International Authority File: 29655626
- WorldCat: E39PBJqK86Hd9x4VjxfT979bh3